# Soy así
Soy así es el título del 23°. álbum de estudio grabado y realizado por el artista mexicano José José. El álbum fue lanzado al mercado bajo el sello discográfico RCA Ariola a finales de 1987. El compositor, arreglista y director de todos los temas fue el español Rafael Pérez-Botija. Logró vender más de un millón y medio de copias y el cantante se hizo merecedor de un Disco de oro. De este álbum se desprenden los éxitos: "Soy así", "Cobarde", "Cinco minutos", "Sí te parece poco", "Quiero morir en tu piel", "Salúdamela mucho", "Vergüenza me da quererte" y "Mi hembra".  
En 1989 "Soy así" obtuvo dos nominaciones, primero para el Premio Grammy a la Mejor Interpretación de Pop Latino en la 31°. entrega anual de los Premios Grammy y segundo para el "Álbum pop del año" en la primera entrega de Premios Lo Nuestro.

## Historia
El disco número 23 se tituló "Soy así", y Rafael Pérez-Botija, quien lo escribió en su totalidad, regaló a los grupos de Alcohólicos Anónimos una canción que se convirtió en himno: Cinco minutos. En ella expone la desesperación y la falta de valor del enfermo para enfrentar su realidad, lo que les pasa a todos cuando llegan por primera vez a Alcohólicos Anónimos y se dan cuenta de que están inmersos en un problema que solo tiene solución cuando tienen el valor de reconocerlo. Fue el mejor regalo de ese disco.
En Ariola había serios problemas en cuanto a la definición de quienes serían los ejecutivos; en España la dirección no tenía una decisión concreta. Eso afecta enormemente a los discos que salen al mercado; siempre se necesita un plan preconcebido y una estrategia para defenderlos. Ya en otras ocasiones los discos no conseguían los resultados que podrían obtener por problemas internos. Como coincidencia, el de Rafael Pérez-Botija tuvo que enfrentar los problemas internos de esa administración, pero sobrevivió y salió a flote por la probada calidad del compositor, además de los esfuerzos de promoción, como en todas sus grabaciones. Sin embargo, este sería el disco de despedida de quien hasta la fecha había sido pilar en continuidad de éxitos en la carrera discográfica de José José. Desde 1988 no volvió a ser posible trabajar con Rafael Pérez-Botija.

## Lista de canciones[3]
- Todos los temas escritos, compuestos y producidos por Rafael Pérez-Botija.

| Soy así |                            |                     |                     |          |  |
| N.º     | Título                     | Escritor(es)        | Productor (es)      | Duración |  |
| 1.      | «Vergüenza me da quererte» | Rafael Pérez-Botija | Rafael Pérez-Botija | 3:05     |  |
| 2.      | «Ni en un millón de años»  | Rafael Pérez-Botija | Rafael Pérez-Botija | 3:25     |  |
| 3.      | «Cobarde»                  | Rafael Pérez-Botija | Rafael Pérez-Botija | 2:54     |  |
| 4.      | «Cinco minutos»            | Rafael Pérez-Botija | Rafael Pérez-Botija | 3:30     |  |
| 5.      | «Salúdamela mucho»         | Rafael Pérez-Botija | Rafael Pérez-Botija | 3:57     |  |
| 6.      | «Soy así»                  | Rafael Pérez-Botija | Rafael Pérez-Botija | 3:29     |  |
| 7.      | «Si te parece poco»        | Rafael Pérez-Botija | Rafael Pérez-Botija | 3:39     |  |
| 8.      | «Quiero morir en tu piel»  | Rafael Pérez-Botija | Rafael Pérez-Botija | 3:25     |  |
| 9.      | «La estrella»              | Rafael Pérez-Botija | Rafael Pérez-Botija | 3:07     |  |
| 10.     | «Mi hembra»                | Rafael Pérez-Botija | Rafael Pérez-Botija | 3:26     |  |
| 34:20   |                            |                     |                     |          |  |

## Créditos y personal[3]

### Músicos
- José José       - Voz
- Rafael Pérez-Botija -  Composición, arreglos, dirección y producción.
- Benny Faccone       - Ingeniería de sonido
- Toll Productions    - Coordinación
- Editora de todos los temas ARABELLA.

© MCMLXXXVII. BERTELSMANN DE MÉXICO, S.A.

## Posicionamiento en las listas
| Lista (1988)                    | Máxima posición |
| ------------------------------- | --------------- |
| U.S. Billboard Latin Pop Albums | 1               |

### Sucesión y posicionamiento
| Predecesor: Un hombre solo de Julio Iglesias | U.S. Billboard Latin Pop Albums — Álbum N°. 1 16 de enero de 1988 - 20 de mayo de 1988 | Sucesor: Entre lunas de Emmanuel |